# Mauricio Ramos
Juan Mauricio Ramos Méndez (ur. 9 marca 1969 w Santa Cruz) – piłkarz boliwijski grający na pozycji pomocnika.

## Kariera klubowa
Karierę piłkarską Ramos rozpoczął w klubie Destroyers Santa Cruz. W 1988 roku zadebiutował w jego barwach w pierwszej lidze boliwijskiej. W zespole Destroyers grał do połowy 1994 roku, a następnie odszedł do Guabiry Montero, a pod koniec roku rozegrał 2 mecze w brazylijskim Cruzeiro EC z miasta Belo Horizonte. W 1995 roku wrócił do Boliwii i grał w Club Bolívar, a w latach 1996-1997 ponownie grał w Guabirze Montero. Z kolei w 1998 roku był piłkarzem Club The Strongest.
W 1998 roku Ramos przeszedł do amerykańskiej ligi Major League Soccer. Przez dwa lata występował w tamtejszym zespole Tampa Bay Mutiny. W 2000 roku trafił do innego klubu MLS, New England Revolution. W 2001 roku ponownie grał w Boliwii. Był piłkarzem Oriente Petrolero, a następnie w Unión Central Tarija i CD San José. W 2003 roku zakończył karierę piłkarską.

## Kariera reprezentacyjna
W reprezentacji Boliwii Ramos zadebiutował w 1990 roku. W 1994 roku został powołany przez selekcjonera Xabiera Azkargortę do kadry na Mistrzostwa Świata w USA. Tam był rezerwowym i rozegrał jedno spotkanie, przegrane 1:3 z Hiszpanią. Ogółem w kadrze narodowej od 1990 do 2001 roku rozegrał 35 meczów i strzelił jednego gola. Grał także na Copa América 1995.